# A Grande Mentira
A Grande Mentira è una telenovela brasiliana prodotta da Rede Globo, che l'ha trasmessa per la prima volta dal 5 giugno 1968 al 4 luglio 1969. Coi suoi 341 episodi, è la più lunga telenovela del network carioca. 
Sceneggiata da Hedy Maia, fu diretta inizialmente da Marlos Andreucci, che morì durante le riprese a causa di un aneurisma; fu quindi scelto un nuovo regista, Fabio Sabag. 
La telenovela finora non è stata esportata.

## Trama
Roberto, un giovane miliardario, investe accidentalmente con la sua auto Maria Cristina, una donna delle pulizie. I due finiranno per innamorarsi. La relazione viene ostacolata dai familiari di Roberto, che detestano Maria Cristina per le sue umili origini (la ragazza vive presso una signora, Elvira), e da Paulo, un uomo accecato dall'invidia per il miliardario.